# Aquarium Sealand de Noirmoutier-en-l'Île
L'Aquarium Sealand de Noirmoutier-en-l'Île est un ancien aquarium privé ouvert au public, créé en 1983 et fermé en 2023, situé sur l'île de Noirmoutier, sur le vieux port de Noirmoutier-en-l'Île, en Vendée. 

## Description
Avant sa fermeture, cette structure propose une rencontre avec des tortues et des requins, des poissons de l'Atlantique et des tropiques ainsi qu'une animation avec des otaries, durant une visite d'approximativement une heure trente du lieu qui est organisé en trois grands ensembles : 
- la galerie des mers froides où l'on rencontre les espèces marines de l'océan Atlantique ;
- le spectacle d'otaries ;
- la galerie des mers chaudes avec de nombreux coraux et espèces exotiques.

## Données statistiques
- Superficie : 1 000 m2.
- Quantités d'eau : 500 000 L.
- Nombre d'aquariums : 22.
- Nombre d’espèces : 200.
- Nombre d'animaux : 1 000.